# کوئین برای همیشه
«کوئین برای همیشه» (به انگلیسی: Queen Forever) آلبومی از کوئین است که در سال ۲۰۱۴ میلادی منتشر شد.